# Chotiwla
Chotiwla (ukr. Хотівля) – wieś na Ukrainie, w obwodzie czernihowskim, w rejonie czernihowskim, w hromadzie Horodnia. W 2001 liczyła 482 mieszkańców, wśród których 449 wskazało jako ojczysty język ukraiński, 14 rosyjski, a 19 białoruski.